# Shane Mack
Shane Mack, född 15 november 1969, var USA:s yngsta borgmästare någonsin. Han blev vald som borgmästare i Castlewood, South Dakota, USA, vid en ålder av 18 år och 169 dagar då han valdes den tredje maj i Castlewood. Han tjänade som borgmästare i totalt åtta år därefter.